# رانافالونا الثانية
رانافالونا الثانية (بالفرنسية: Ranavalona II) (1829 - 13 يوليو 1883) كانت ملكة مدغشقر من 1868 إلى 1883، خلفاً للملكة راسوهيرينا، ومن أهم ما قامت به في عهدها هو تنصير المحكمة الملكية. وُلدت رانافالونا الثانية (الأميرة راموما) عام 1829 في أمباتومانونيا بالقرب من أنتناناريفو في المرتفعات الوسطى. تزوجت رانافالونا الملك راداما الثاني وأصبحت أرملة عند اغتياله في انقلاب النبلاء عام 1863. لعب رينيفونيناهيترينيوني (رئيس الوزراء في ذلك الوقت) دوراً أساسياً في مؤامرة الاغتيال، وتسببت إدانته العلنية في إجباره على التخلي عن منصبه. شغل منصب رئيس الوزراء أخوه الأصغر رينيليارفوني، الذي تزوج راسوهيرينا، وبعد موتها ساعد في تنصيب رانافالونا ملكة على عرش مدغشقر، ثم تزوجها ليحافظ على منصبه.

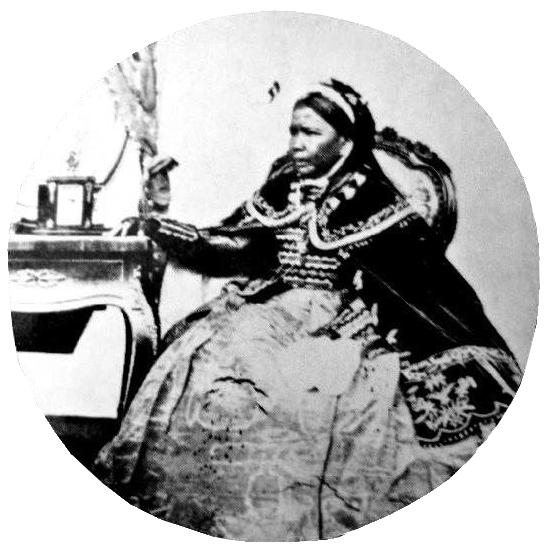
الملكة رانافالونا الثانية (ملكة مدغشقر)

## نشأتها
وُلدت رانافالونا الثانية والتي عُرفت بالأميرة راموما عام 1829م في أمباتومانوينا بالقرب من أنتاناناريفو في المرتفعات الوسطى التي تقع في رازاكاراتريمو ورافاراسوا راماسيندرازانا.وعندما كانت شابة تزوجت، كابنة عمها راسوهيرينا، من الملك راداما الثاني وأصبحت أرملة عقب اغتياله في انقلاب النبلاء عام 1863.وقد لعب رئيس الوزراء في هذا الوقت،راينيفوتيناهيتريتيوني، دورا أساسيا في مؤامرة الاغتيال، وقد أجبرته الإدانة العلنية لهذا الفعل على التخلي عن منصبه. ثم تم شَغل منصب رئيس الوزراء من قبل أخيه الأصغر رينيليارفوني والذي تزوج الملكة راسوهيرينا ومن ثم، بعد وفاتها، ساعد في تعيين رانافالونا الثانية كملكة مدغشقر ولذلك تزوجها ليحتفظ بمنصبه.
وخلال سنوات عملها بالديوان، درست راموما الشابة على يد المبشرين البروستانت والذين كان لهم عظيم الأثر على آرائها السياسية والدينية. فقد باتت رامامو مواتية بشكل متزايد لمعتقدات الدين المسيحي.

## حكمها
احتلت رانافالونا الثانية العرش عقب وفاة الملكة راسوهيرينا في الأول من أبريل عام 1868م. وفي الأول والعشرين من فبراير عام 1869م دخلت حيز الزواج السياسي عندما تزوجت من رئيس وزراءها، رينيليارفوني،في احتفال علني في مدينة أندوهالو حيث خضع الديوان رسميا إلى اعتناق المسيحية. وقد أدى هذا التحول إلى المسيحية إلى وضع الفصيل البروتستانت القوي المتزايد تحت تأثير الديوان الملكي. وعندما أُعلنت مدغشقر أمة مسيحية، قامت رانافالونا بإحراق التعويذات الملكية التقليدية (سامبي)في موقد في سبتمبرعام 1869م واستبدلت سلطانها بسلطان الكتاب المقدس.
وفي عهدها تم وضع مشكلة إزالة الغابات في الاعتبار.فقد سمحت الملكة بالبناء باستخدام الطوب والمواد المعمرة الأخرى داخل أسوار مدينة أنتاناناريفو ،وكان هذا محرما في السابق من قبل الملك اندريان أمبويني ميرينا،.وقد حظرت الملكة أيضا الاستخدام التقليدي لحوض النهر(الزراعة القائمة على الوقيد والقطع والحرق)،وصناعة الفحم وكذلك إنشاء المنازل داخل الغابات.
وقد قام متفقد بريطاني لديوان رانافالونا الثانية عام 1873م بوصف الملكة في العبارات الآتية:«ويغالبني الظن أن الملكة ناهزت من العمر خمسا وأربعين عامآنذاك، وكانت ذات بشرة تحمل اللون الزيتوني الداكن، ووجه مملوء بالدماثة والخير.فقد كانت ملكة بكل ماتحمله الكلمة من معنى، ويزينها فستانا حريريا خالصا يأخذ اللون الرمادي. وعلى عاتقيها يتدلى رداء الامبا الحريري بشئ من العبثية.وكان شعرها أسودا ومنمقا بشكل جميل:لم تكن ترتدي تاجا، بل كانت هناك سلسلة ذهبية أنيقة وطويلة تنتهي بشرابة الذهب تخرج من الشعر وتقوم على أعلى الجبهة، والذي لا يمكن لأحد أن يرتديهاسوى الملكات.»

## وفاتها والخلافة
توفيت رانافالونا الثانية عام1883م ودفنت بأمبوهيمانجا. وفي محاولةٍ منها لتدنيس المدينة المقدسة قامت السلطة الاستعمارية الفرنسية عام 1897م بالتنبيش عن رُفاتها الموضوع جنبا إلى جنب مع رُفات العواهل الأخرى المدفونة في أمبوهيمانجا. ثم قاموا بنقلهم إلى مقابر مجمع روفا بأنتاناناريفو حيث تم وضع عظامها في مقبرة الملكة راسوهيرينا. وخلفتها في الحكم الملكة رانافالونا الثالثة، آخر ملكة تولت العرش،.

## أوسمة الشرف

### الأوسمة الوطنية
- درجة السيادة العليا لوسام الصقر الملكي(02/04/1868).[8]
- درجة السيادة العليا لوسام راداما الثاني (02/04/1868).[8]
- درجة السيادة العليا لوسام ميريت(02/04/1868).[8]
- درجة السيادة العليا لوسام ميريت العسكري (02/04/1868).[8]